# Vivre et laisser mourir (roman)
Pour les articles homonymes, voir Vivre et laisser mourir.
Vivre et laisser mourir (Live and Let Die) est le deuxième roman d'espionnage de l'écrivain britannique Ian Fleming mettant en scène le personnage de James Bond. Il est publié le 5 avril 1954 au Royaume-Uni. La traduction française parait en 1959 sous le titre Requins et services secrets avant de prendre définitivement le titre Vivre et laisser mourir en 1964.
L'agent secret britannique James Bond est chargé de s'occuper de Mr Big, un brillant criminel noir mais surtout un agent du SMERSH, le service de contre-espionnage soviétique. Ce dernier revend les pièces d'or du trésor du pirate Henry Morgan afin de financer des opérations soviétiques sur le continent américain. Des États-Unis à la Jamaïque, Bond remonte le trafic avec l'aide de son ami Felix Leiter de la CIA et de la voyante Solitaire.
Le roman est adapté en comic strip en 1958. Il est adapté au cinéma en 1973 sous le même titre dans le cadre de la série de films de James Bond d'EON Productions avec Roger Moore dans le rôle de 007. Plusieurs éléments du roman sont également repris en 1981 dans Rien que pour vos yeux et en 1989 dans Permis de tuer.

## Résumé
L'agent secret britannique James Bond du SIS se rend aux États-Unis pour enquêter sur un certain Mister Big, un puissant criminel Afro-Américain à la tête d'une secte vaudou mais aussi un agent du service de contre-espionnage soviétique SMERSH. Il semble que cet homme ait découvert le trésor du pirate Henry Morgan en Jamaïque et écoule les pièces d'or afin de financer des opérations soviétiques sur le continent américain. L'affaire étant une coopération avec la CIA et le FBI, Bond a le plaisir de retrouver son ami l'agent Felix Leiter de la CIA (voir Casino Royale).
Dès son arrivée à New York, Bond reçoit dans sa chambre d'hôtel un paquet explosif montrant que sa venue n'est pas passée inaperçue. Cela ne l'empêche pas d'aller à Harlem avec Leiter pour visiter une boîte de nuit de Mr Big où ils sont capturés et séparés. Bond est interrogé par Mr Big avec l'aide d'une jolie voyante dénommée Solitaire qui doit indiquer si Bond dit la vérité. Étonnamment, cette dernière ment à son patron en corroborant l'histoire inventée par Bond pour expliquer sa présence en Amérique. Mr Big décide de laisser Bond et Leiter repartir en vie tout en conseillant à Bond de quitter le pays au plus vite. Escorté vers la sortie, Bond, qui s'est fait casser le petit doigt, s'échappe en tuant plusieurs sbires de Mr Big. De son côté, Leiter réussit à s'en sortir en sympathisant avec son garde grâce à leur goût commun du jazz.
Plus tard, Solitaire appelle Bond pour lui demander de l'aider à s'échapper de l'emprise de Mr Big. Ils prennent un train de la Seaboard Railroad à destination de St. Petersburg en Floride. Bond est prévenu par le préposé de la voiture-lits que des hommes de Mr Big sont à bord. Bond et Solitaire descendent discrètement du train à Jacksonville et en prennent un autre pour rejoindre St. Petersburg. Ils y retrouvent Leiter qui leur apprend qu'ils ont échappé de peu à la mort, leur compartiment ayant été mitraillé et explosé après Jacksonville.
Alors que Bond et Leiter inspectent un entrepôt de Mr Big officiellement consacré à la vente de poissons, Solitaire est enlevée. Leiter décide de retourner seul à l'entrepôt dans la nuit. Bond le découvre le lendemain, toujours vivant mais grièvement blessé : il a perdu un bras et une partie d'une jambe, probablement dévorés par un gros animal. Une note déposée sur son corps indique « Il n'a pas aimé ce qui l'a mangé ». Bond se rend à son tour à l'entrepôt et découvre que les pièces d'or du trésor sont transportées clandestinement en étant cachées au fond des aquariums de poissons venimeux. Il est alors attaqué par un des hommes de Mr Big surnommé « The Robber » mais parvient à prendre le dessus et le fait tomber dans un bassin contenant un requin.
James Bond se rend ensuite en Jamaïque où se trouve l'île servant de repaire à Mr Big. Il reçoit l'aide du chef de la station locale du SIS, John Strangeways, et du pêcheur caïmanien Quarrel. Ce dernier l'entraîne pendant une semaine à la plongée sous-marine dans les eaux locales en attendant l'arrivée du navire de Mr Big (nommé le Secatur) qui doit venir chercher une cargaison de poissons et probablement également d'or. Le moment venu, Bond nage en pleine nuit jusqu'au navire à travers des eaux infestées de requins et de barracudas excités par le sang que versent les hommes de Mr Big dans l'eau afin d'éloigner les curieux. Il parvient à poser une mine limpet sur la coque avant d'être de nouveau capturé.
Bond et Solitaire sont réunis. Mr Big leur explique qu'il va les traîner derrière son bateau au-dessus des récifs coralliens et que le sang de leurs blessures attirera les requins et barracudas qui les dévoreront. Au petit matin, Mr Big met son plan à exécution mais la mine de Bond explose juste avant qu'ils n'atteignent le récif. Bond et Solitaire sont blessés mais le récif les a protégés du choc de l'explosion du navire. Bond regarde Mr Big qui a survécu à l'explosion se faire dévorer vivant. Quarrel arrive à la rescousse du couple. Une fois ses blessures soignées et son rapport effectué, Bond peut enfin se reposer en compagnie de Solitaire.

## Personnages
Le roman met en scène l'agent secret britannique James Bond du SIS face à Mister Big, un brillant criminel noir et un agent du SMERSH, le service de contre-espionnage soviétique. La James Bond girl est Solitaire, une voyante captive de Mr Big. Plusieurs personnages récurrents de la série littéraire font leur retour : M, le directeur du SIS, Bill, son chef d'État-Major, Miss Moneypenny, sa secrétaire, et Felix Leiter, un agent secret américain de la CIA devenu un bon ami de Bond. C'est aussi la première apparition en Jamaïque de John Strangways, chef de la station C (Caraïbes) du SIS, et du pécheur Quarrel.

### Principaux
- James Bond (007) : agent secret britannique du SIS chargé de s'occuper de Mister Big. C'est pour lui l'occasion de rendre au SMERSH, le service de contre-espionnage soviétique, la monnaie de sa pièce après sa mission précédente (voir Casino Royale).
- Mister Big (Bonaparte Ignace Gallia) : brillant criminel noir tirant son nom de sa carrure imposante. Il est le chef d'une secte vaudou et un agent du SMERSH. Il vend des pièces d'or du trésor du pirate Henry Morgan qu'il a trouvé en Jamaïque afin de financer des opérations soviétiques en Amérique.
- Solitaire (Simone Latrelle) : voyante d'origine Française captive de Mr Big. Elle « voit » si les personnes interrogées par son patron disent ou non la vérité. Son surnom vient du fait qu'elle semble avoir bannit les hommes de sa vie.
- Felix Leiter : agent secret américain de la CIA détaché sur cette affaire en raison de son efficacité à travailler avec James Bond lors d'une précédente mission (voir Casino Royale). Les deux agents sont depuis très bons amis.
- Quarrel : pécheur et nageur hors-pair originaire des Îles Caïmans servant d'homme à tout faire à James Bond pendant son séjour en Jamaïque. Il le prépare physiquement pour la suite de sa mission.

### Secondaires
- Halloran : agent venant chercher James Bond à l'aéroport de New York.
- Capitaine Dexter : agent du FBI à New York.
- M : directeur du SIS.
- Bill : chef d'État-Major de M.
- Miss Moneypenny : secrétaire de M.
- Commander Damon : chef de la station A (États-Unis) du SIS.
- Lieutenant Binswanger : policier du New York City Police Department (NYPD).
- « The Whisper » : homme de Mr Big s'occupant du réseau téléphonique.
- Tee-Hee Johnson : homme de Mr Big dans le quartier de Harlem.
- Samuel D. Baldwin : préposé de la voiture-lits de la Seaboard Railroad.
- « The Robber » : homme de Mr Big dans l'entrepôt de St. Petersburg.
- Mrs Stuyvesant : gérante de l'hôtel The Everglades Cabanas.
- Capitaine Franks : agent du FBI à St. Petersburg.
- John Strangways : chef de la station C (Caraïbes) du SIS.

## Lieux
Le roman se déroule en grande partie sur la côte est des États-Unis (14 chapitres) : tout d'abord dans le Nord-Est du pays à New York dans l'arrondissement de Manhattan (8 chapitres), puis sur le chemin de fer Seaboard Railroad reliant le Nord au Sud (2 chapitres), et enfin dans le Sud-Est autour de St. Petersburg en Floride (4 chapitres). L'histoire se termine en Jamaïque, une île des Antilles alors colonie britannique (8 chapitres). Le roman contient également une analepse se déroulant à Londres au Royaume-Uni (1 chapitre).
| Londres New York St. Petersburg Jamaïque |

### États-Unis
À New York, Bond atterrit à l'aéroport Idlewild — rebaptisé aéroport international John-F.-Kennedy en 1963 après l'assassinat du président. Il passe tout son séjour dans l'arrondissement de Manhattan. Il loge à l'hôtel de luxe St. Regis situé au coin de la Cinquième avenue et de la 55e rue. Il mange au restaurant Gloryfried Ham-N-Eggs — aujourd'hui disparu — sur Lexington Avenue. Il a une réunion au siège du New York City Police Department (NYPD) situé au 240 Centre Street — déménagé en 1973 au 1 Police Plaza. Il passe une soirée dans le quartier de Harlem : le bar Sugar Ray's au coin de la Septième avenue et de la 123e rue, le restaurant Ma Frazier's sur la même avenue, le club de jazz Savoy Ballroom sur Lenox Avenue entre les 140e et 141e rues, et le strip club The Boneyard — inventé — sur Lenox Avenue,,. Il quitte la ville par la gare Pennsylvania Station située sur la 32e rue entre les Septième et Huitième avenues.
La ligne de chemin de fer Seaboard Railroad relie le Nord-Est au Sud-Est des États-Unis. Le Silver Phantom que prend Bond passe notamment par les villes de Trenton (New Jersey), Philadelphie (Pennsylvanie), Washington, D.C., Raleigh (Caroline du Nord), Columbia (Caroline du Sud) et Savannah (Géorgie),. Bond descend à Jacksonville (Floride) et prend le Silver Meteor jusqu'à Clearwater où il prend un bus pour sa destination finale.
En Floride, Bond loge dans un cabanon de l'hôtel The Evergaldes Cabanas situé sur Treasure Island, une île barrière du golfe du Mexique faisant face à St. Petersburg,. L'entrepôt Ourobouros de Mr Big se situe dans le port de St. Petersburg donnant dans la baie de Tampa. Leiter est soigné au Mound Park Hospital (en) — actuel hôpital Bayfront Health St. Petersburg — situé dans le centre-ville de St. Petersburg. Bond s'arrête au bar Gulf Winds Bar and Snacks avant de prendre le pont Gandy Bridge (en) pour rejoindre Tampa de l'autre côté de la baie. Il prend l'avion à l'aéroport de Tampa. Le vol passe au-dessus de Miami, fait une escale à Nassau aux Bahamas, puis rejoint sa destination en passant par-dessus Cuba.

Hall de la BOAC à l'aéroport Idlewild.
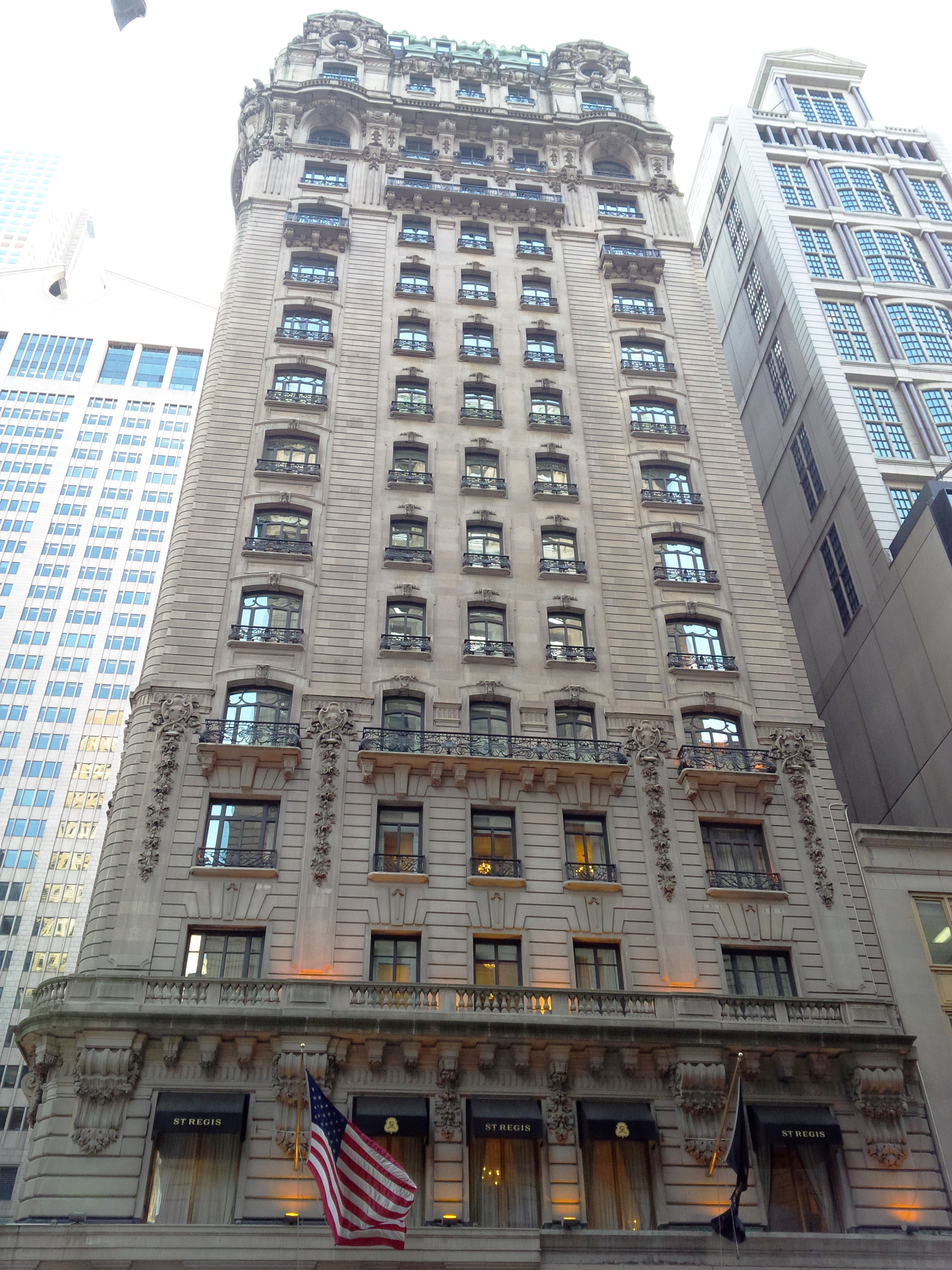
Hôtel St. Regis New York
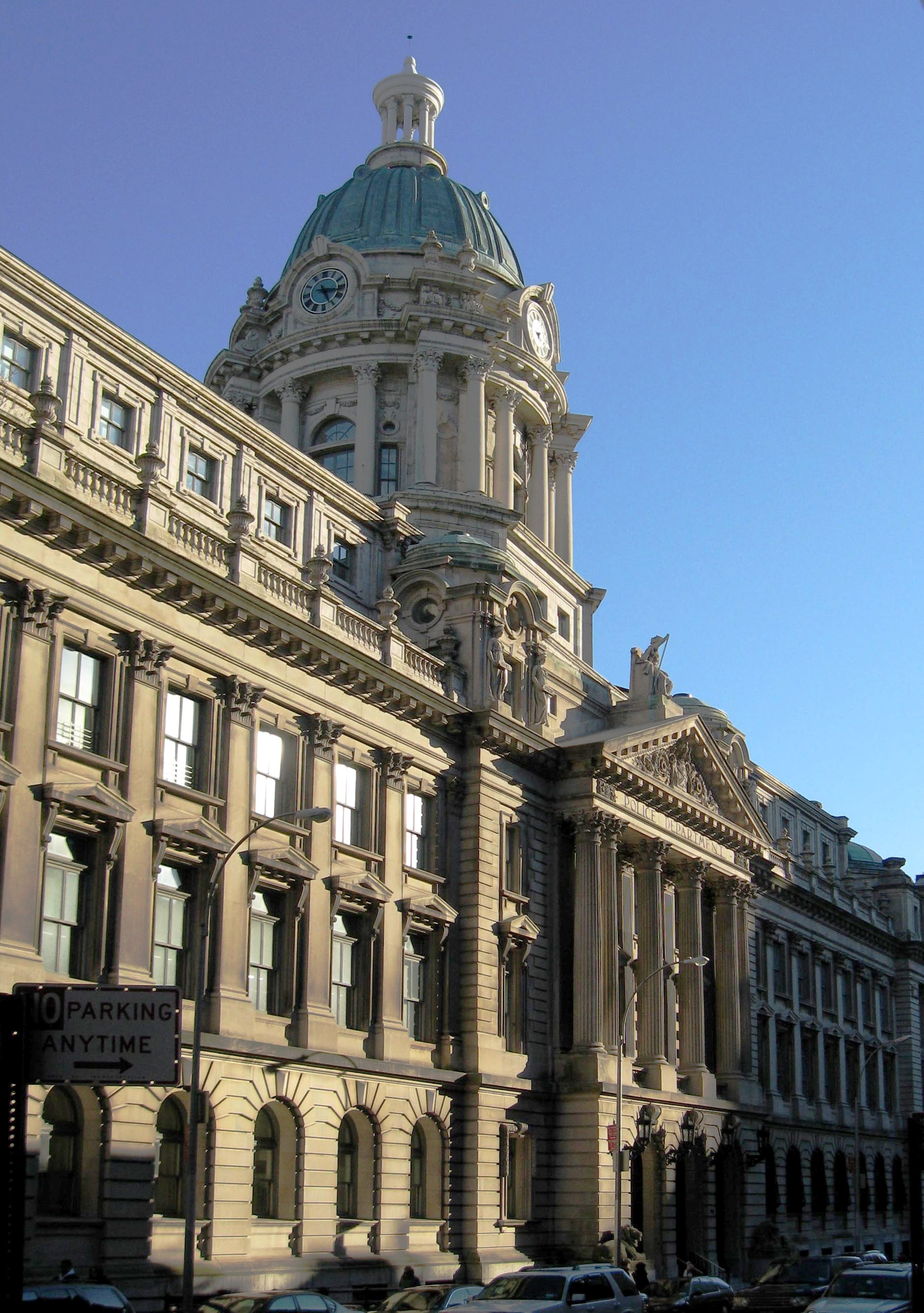
Siège du NYPD.
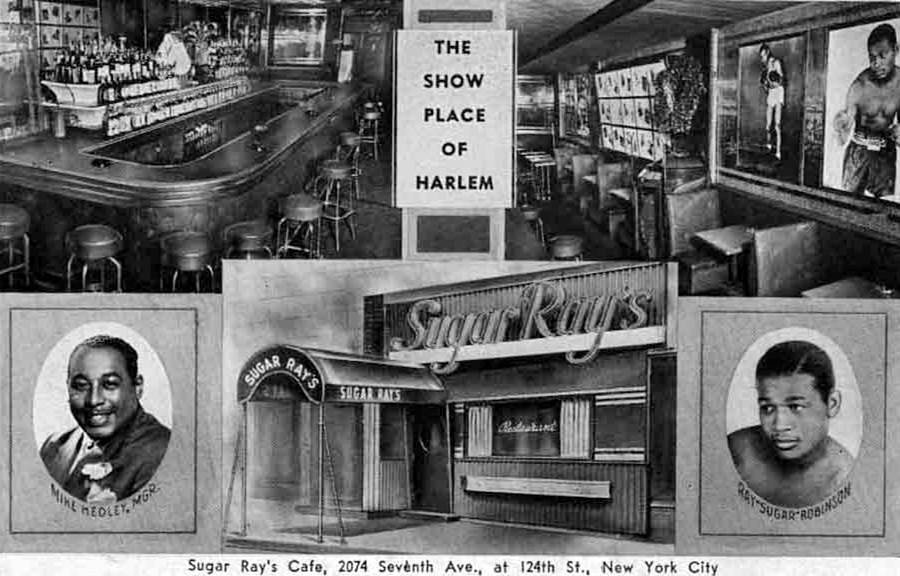
Club Sugar Ray's.
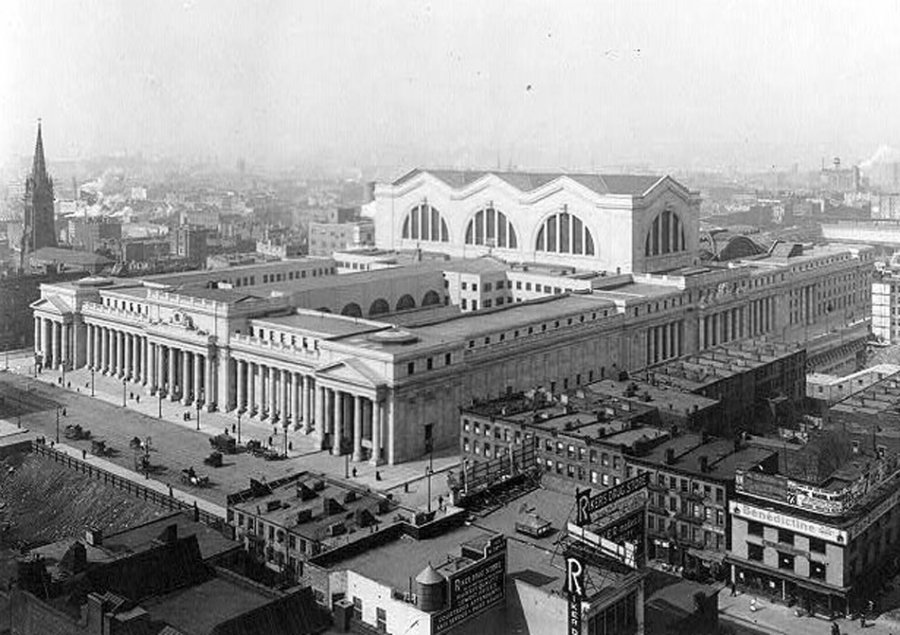
Gare Pennsylvania Station.
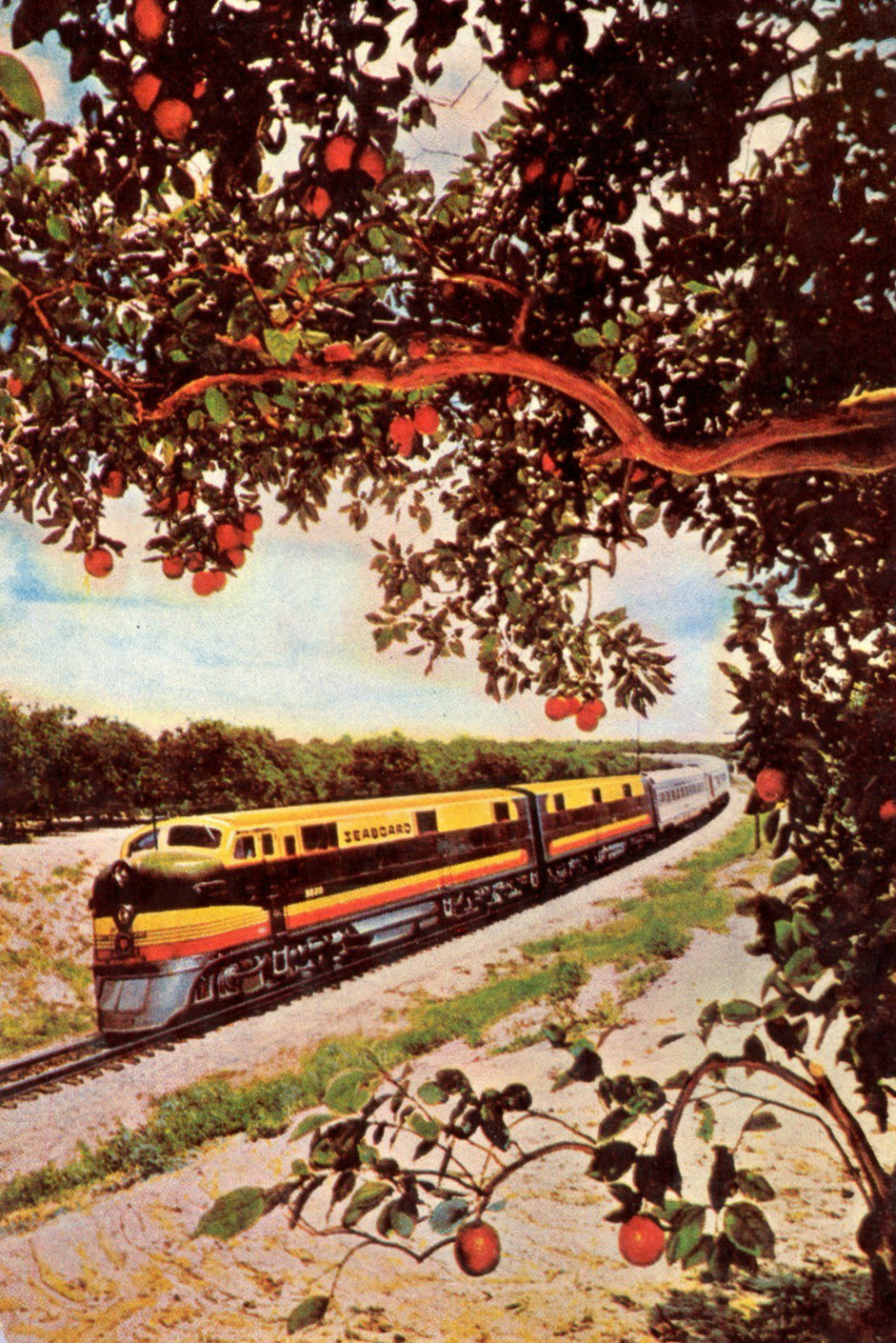
Silver Meteor.
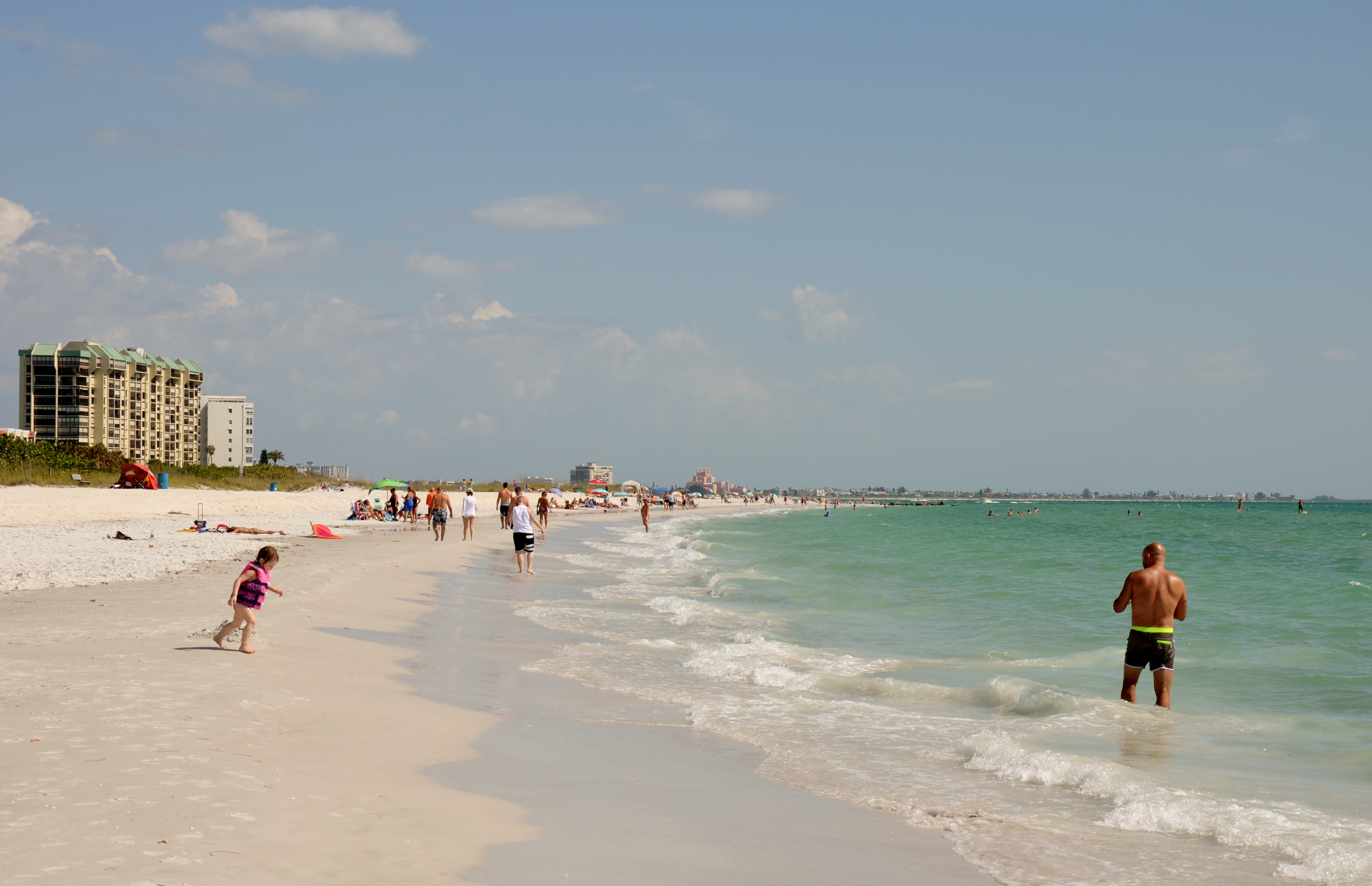
Sun Beach sur Treasure Island.
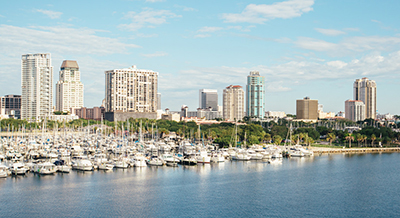
Port de St. Petersburg.
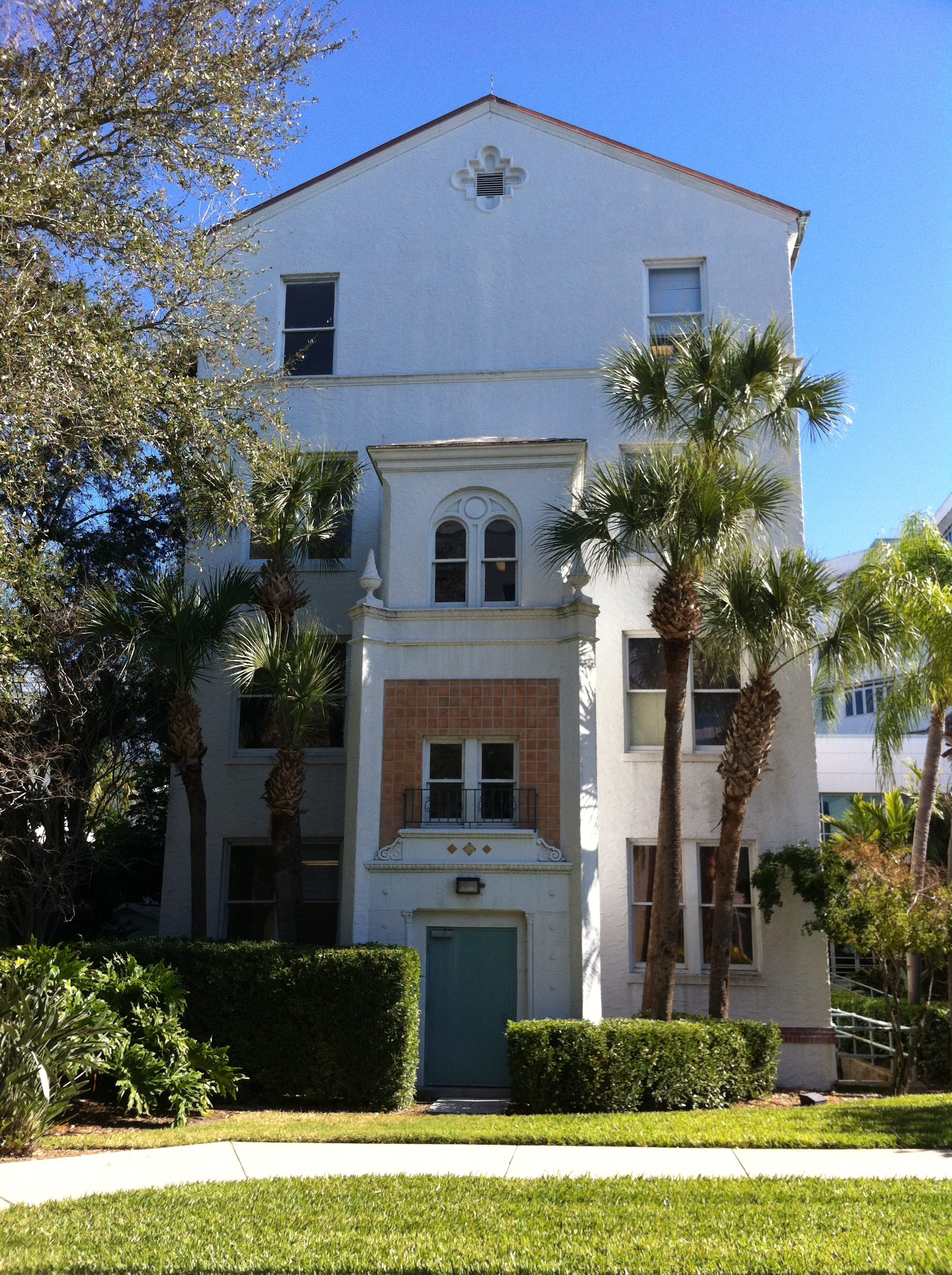
Bâtiment du Mound Park Hospital (en).

### Jamaïque
En Jamaïque, Bond atterrit à l'aéroport Palisadoes de Kingston — actuel aéroport international Norman-Manley. Il loge dans une maison du quartier de Stony Hill (en) situé au nord de la capitale et au pied du massif des Blue Mountains. Il rejoint la côte nord de l'île en passant par les plaines d'Agualta Vale et les jardins de Castleton, puis prend la route du littoral vers l'Ouest à travers les villes de Port Maria, Oracabessa (en), Ocho Rios et Montego Bay. Il s'installe à la pointe Ouest de l'île, dans la baie Manatee Bay avec sa plage de plusieurs kilomètres — il s'agit en réalité de la baie Long Bay et de la plage Seven Mile Beach au nord de Negril. Il s'entraîne à la plongée dans les baies Bloody Bay et Orange Bay (en). Le repaire de Mr Big est installé sur l'île Isle of Surprise située au milieu de la baie Shark Bay près de Port Maria — la baie et l'île n'existent pas mais l'île est inspirée de Cabarita Island située dans la baie de Port Maria. Bond s'installe dans la villa Beau Desert donnant sur la baie.

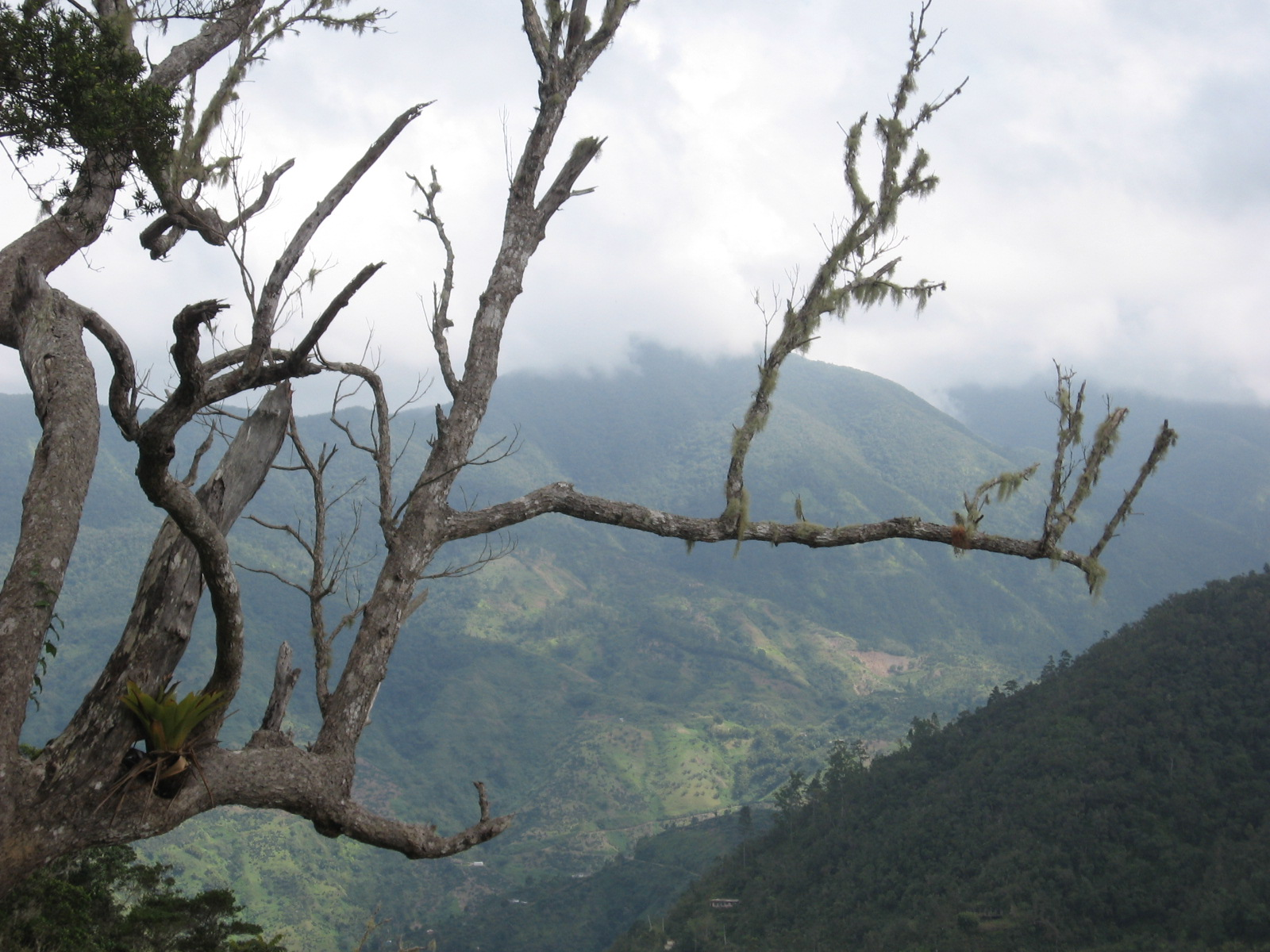
Blue Mountains.
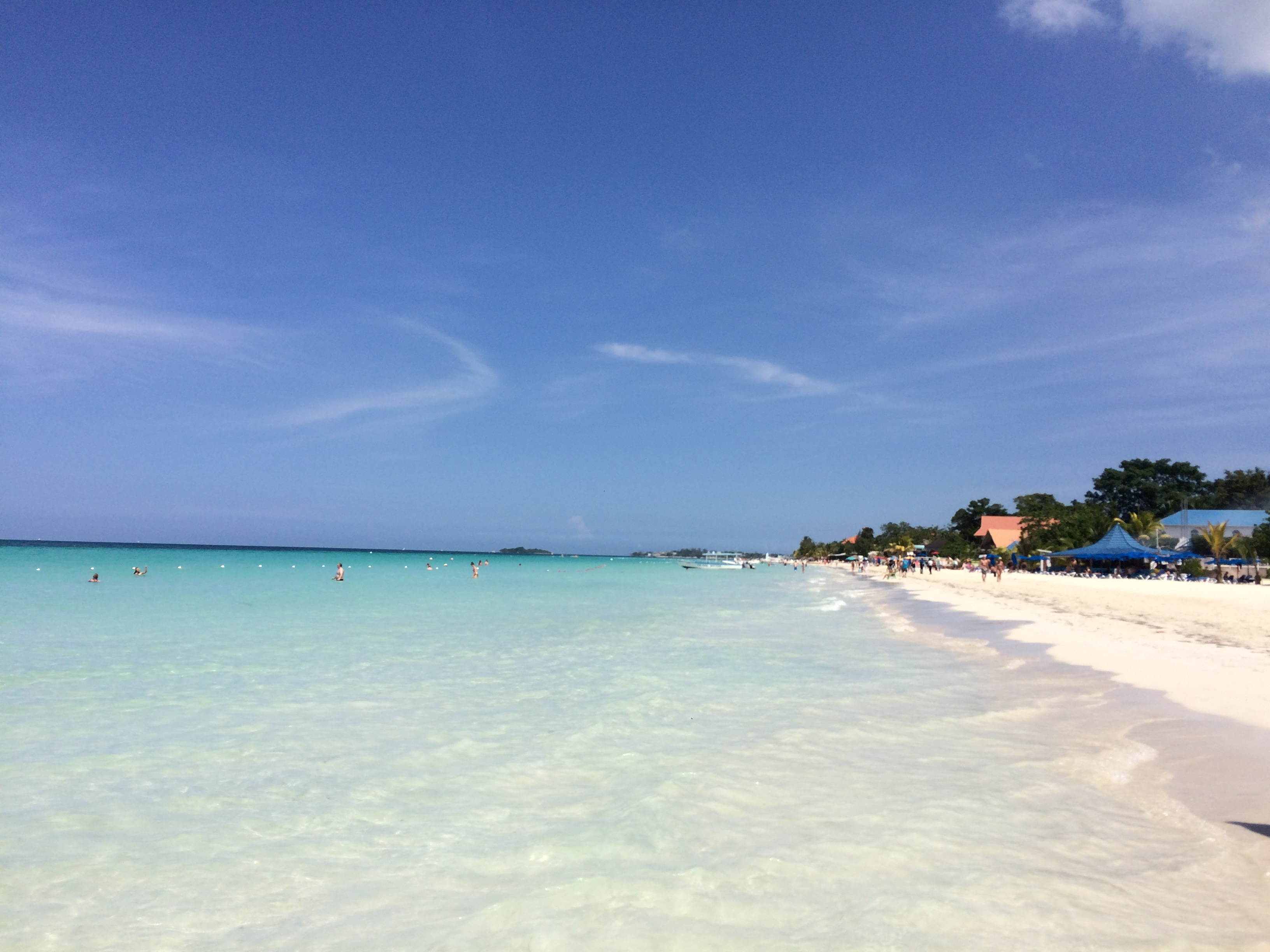
Seven Mile Beach.
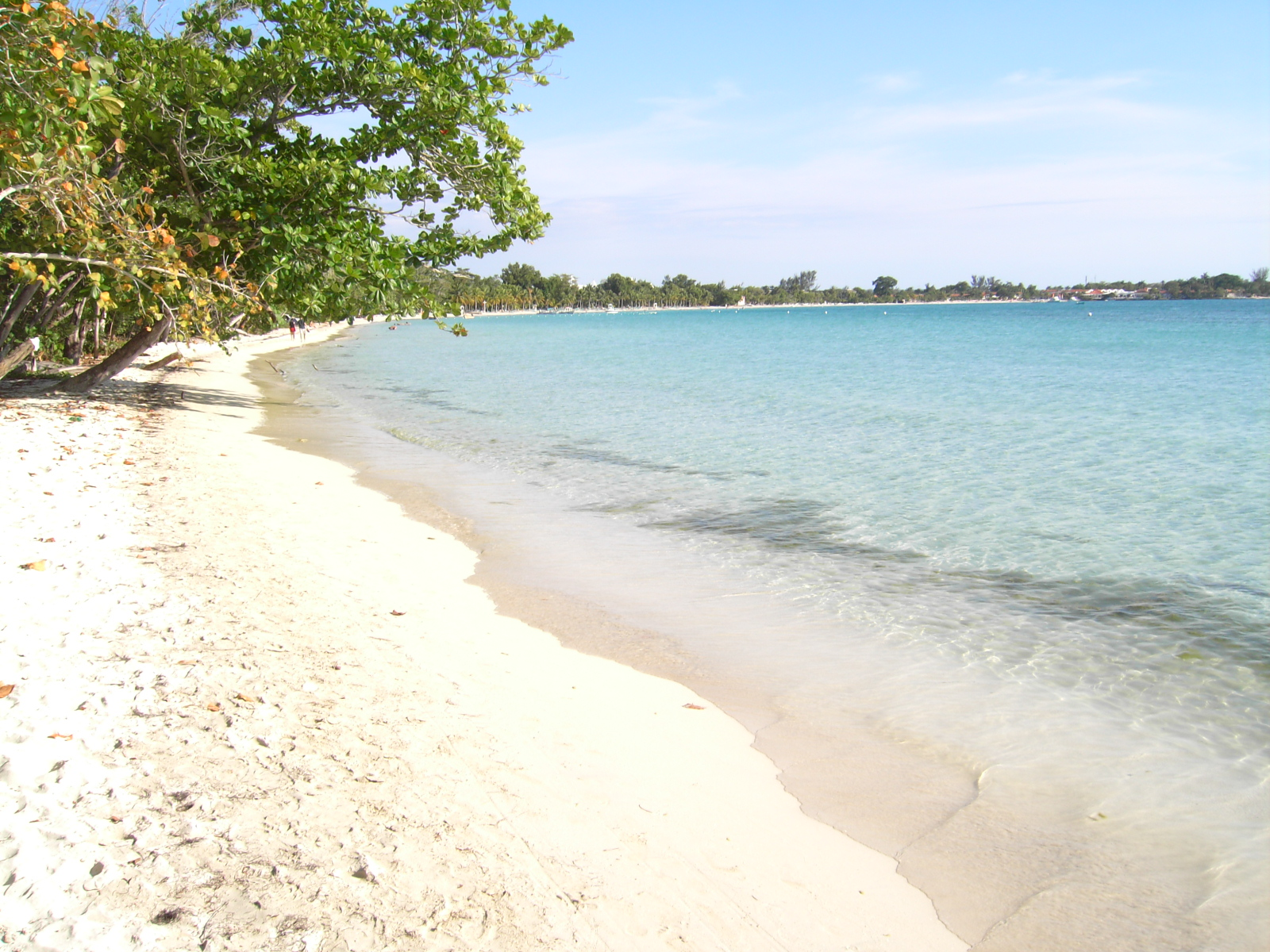
Bloody Bay.

### Royaume-Uni
Dans une analepse, James Bond est briefé sur sa mission dans le bureau de M, au dernier étage du siège du SIS donnant sur Regent's Park à Londres au Royaume-Uni.

## Écriture

### Historique
Ian Fleming se met à l'écriture du roman avant même la publication de son premier roman, Casino Royale, le 13 avril 1953. Cette fois, il doit au préalable faire un travail de recherche. S'il n'a pas besoin de repérer les lieux en Jamaïque car il vit sur l'île, ce n'est pas le cas pour les États-Unis. Il se rend dans le quartier de Harlem à New York en décembre 1952, puis en Floride au début de l'année 1953. De plus, il obtient tous les renseignements sur les pièces d'or et les trésors de navires échoués grâce à la société londonienne de numismatique Spink (en).
Le titre du roman vient d'un échange entre le capitaine Dexter du FBI et James Bond. Lorsque l'agent 007 explique vouloir s'aventurer dans le quartier de Harlem, fief de Mr Big, le capitaine Dexter lui dit que la politique avec Big est « vivre et laisser vivre » (« live and let live »). Bond lui répond que la politique de son boulot est plutôt « vivre et laisser mourir » (« live and let die »).

## Publication et réception

### Publication
Live and Let Die est publié le 5 avril 1954 au Royaume-Uni par l'éditeur Jonathan Cape. La couverture de cette première édition, conçue par Ian Fleming lui-même et dessinée par Kenneth Lewis, représente simplement le titre du livre en grosses lettres jaunes sur fond rouge. Aux États-Unis, le roman est publié l'année suivante, en 1955, par Macmillan Publishers.
En France, la traduction de Jerry Hall est publiée en 1959 chez Presses internationales dans la collection Inter-Espions sous le titre Requins et services secrets. Une nouvelle traduction de Françoise Thirion paraît en 1964 chez Plon sous le titre Vivre et laisser mourir, plus proche de l'original. Cette version est rééditée de multiples fois. Une troisième traduction de Pierre Pevel parait en 2007 chez Bragelonne sous ce même titre.
- (en) Live and Let Die, Londres, Jonathan Cape, 1954
- Requins et services secrets (trad. Jerry Hall), Paris, Presses internationales, coll. « Inter-Espions » (no 1), 1959 (BNF 32957372)
- Vivre et laisser mourir (trad. Françoise Thirion), Paris, Plon, 1964, 249 p. (BNF 33007570)
- Vivre et laisser mourir (trad. de l'anglais par Pierre Pevel), Paris, Bragelonne, 2007, 285 p. (ISBN 978-2-35294-112-5, BNF 41224432)

## Adaptations

### Bande dessinée
Le roman est adapté en bande dessinée en 1958. L'auteur Henry Gammidge et le dessinateur John McLusky (en) créent un comic strip quotidien publié du 15 décembre 1958 au 28 mars 1959 dans le tabloïd britannique Daily Express. La maison d'édition Titan Books (en) réédite le comic strip au Royaume-Uni le 25 février 2005 dans l'album anthologique Casino Royale regroupant également les aventures Casino Royale et Moonraker.

### Cinéma
Une adaptation cinématographique du roman est produite en 1973 par EON Productions. Le film Vivre et laisser mourir, 8e opus de la série de films de James Bond d'EON, est réalisé par Guy Hamilton et met en scène Roger Moore pour la première fois dans le rôle de 007, aux côtés de Yaphet Kotto en Mr Big et Jane Seymour en Solitaire. Le film reprend l'intrigue générale du roman mais supprime, notamment, tout ce qui rattache l'histoire à l'Union soviétique. Ainsi, Mr Big n'est plus un agent soviétique écoulant les pièces d'or d'un trésor, mais le dictateur de l'île San Monique gérant un trafic de drogue. Les lieux de l'action sont eux remplacés : la Jamaïque par la fictive San Monique, et la Floride par la Louisiane. De plus, toute la partie sur la secte vaudou est plus développée à l'écran.
Certaines scènes du roman ayant été délaissées par l'adaptation de 1973 font leur apparition dans d'autres films de la saga. La partie où Bond et la James Bond girl sont traînés derrière un bateau au-dessus de récifs coralliens est reprise en 1981 dans Rien que pour vos yeux, 12e film de James Bond d'EON, réalisé par John Glen avec Roger Moore dans le rôle de 007. Toute l'intrigue secondaire concernant la grave blessure de Felix Leiter dans l'entrepôt à poissons est reprise en 1989 dans Permis de tuer, 16e film de James Bond d'EON, réalisé par John Glen avec Timothy Dalton dans le rôle de 007.